# Koplino (przystanek kolejowy)
Koplino – zlikwidowany przystanek osobowy gryfickiej kolei wąskotorowej w Koplinie, w województwie zachodniopomorskim, w Polsce.